# Удмуртский язык
Удму́ртский язы́к (удм. Удмурт кыл) — один из языков пермской ветви финно-угорских языков уральской языковой семьи. Национальный язык удмуртов и бесермян. Носители языка проживают в Удмуртии, Башкортостане, Татарстане, Марий Эл, Пермском крае, Кировской и Свердловской областях России.
Согласно переписи 2010 года, носителей удмуртского языка было 324 338; согласно переписи 2020 года — 255 877 человек.
Удмуртский язык отличается от других пермских языков ударением на последнем слоге слова, некоторыми особенностями морфологии глагола, наличием двух форм спряжения. В культурной лексике сравнительно много татарских и русских заимствований.

## История
Письменность удмуртского языка появилась во 2-й половине XIX века — на кириллической графической основе. Дореволюционная литература на удмуртском языке издавалась на разных диалектах. Первая грамматика удмуртского языка В. Пуцек-Григоровича появилась в 1775 году.
Современный литературный язык представляет собой помесь северного и южного наречий с учётом особенностей серединных говоров. В создании научной грамматики современного удмуртского языка значительную роль сыграл Василий Иванович Алатырев, чьи теоретические разработки помогли решить многие практические вопросы, связанные с удмуртской графикой и орфографией.
Количество носителей удмуртского языка сокращается, и, по данным ЮНЕСКО, он находится под угрозой исчезновения. При сохранении существующих тенденций приблизительно через 100 лет носителей удмуртского языка не останется совсем, после чего он будет признан вымершим.

## Социолингвистические данные

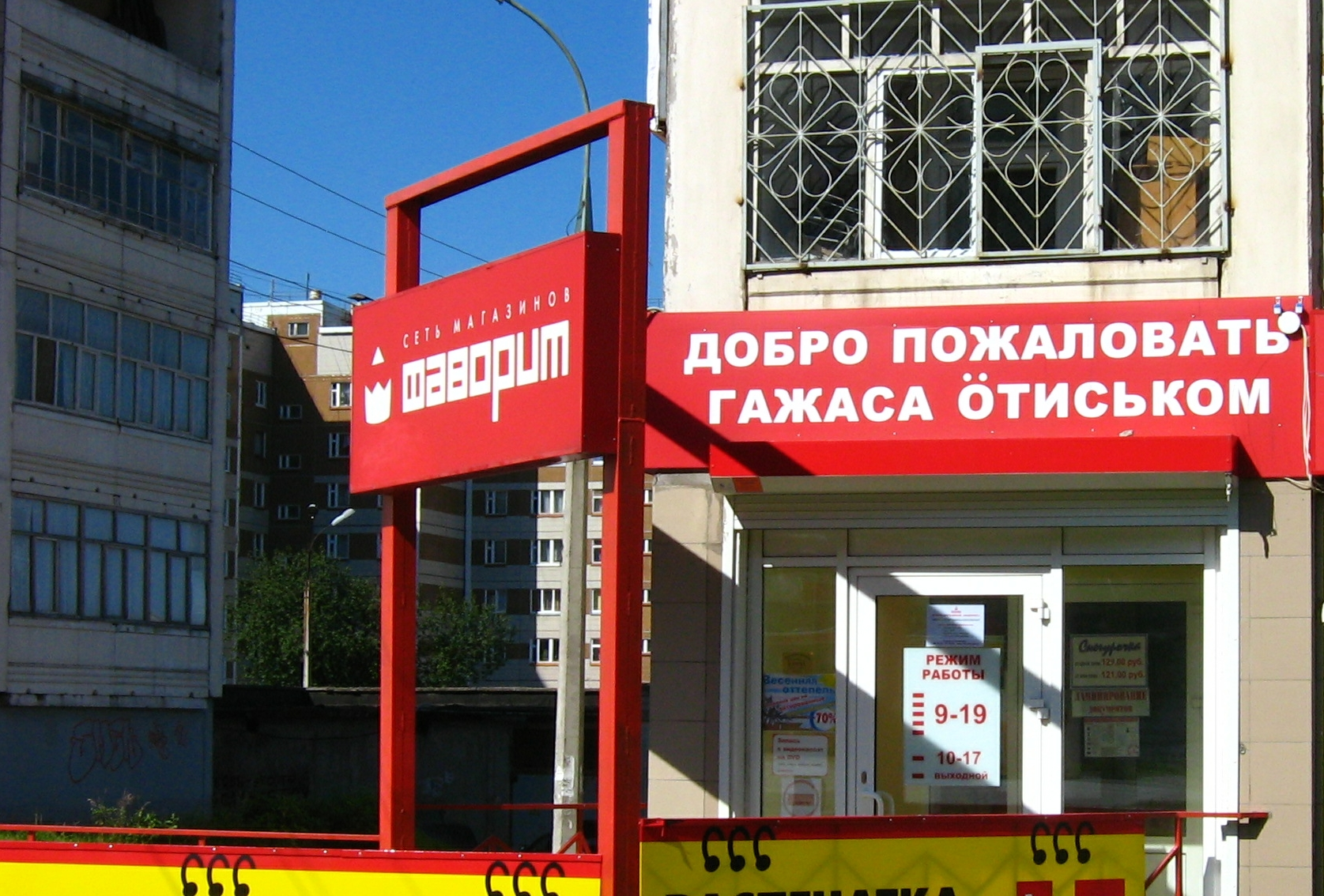
Образец надписи на удмуртском языке в Ижевске

Согласно Всероссийской переписи 2010 года, 552 299 человек указали, что являются удмуртами, среди них 58,7 % указали удмуртский язык в качестве родного. Почти все носители удмуртского языка двуязычны. Удмуртско-русское двуязычие составляет 64,4 %, то есть 92,8 % от общего количества носителей; отмечаются также случаи удмуртско-татарского двуязычия и даже удмуртско-татарско-русского трёхъязычия, что в совокупности с русским даёт 68,5 %.
Удмуртским языком владеют в основном люди старшего поколения. Среди молодых людей владение им распространено существенно меньше. Значительное количество носителей языка составляют пассивные носители (люди, которые владеют языком, но не говорят на нём).
Переписи населения, проводившиеся в России в 2002 и 2010 годах, показали существенное снижение количества носителей удмуртского языка. В 2002 году таковых было 463 тысячи против 324 тысяч в 2010 году (падение на 30 %).
Удмуртский язык является одним из государственных языков Удмуртской Республики.
Удмуртский язык изучается в отдельных школах республики. На нём издаются книги, в том числе оригинальная и переводная художественная литература, осуществляется теле- и радиовещание, выпускаются газеты и журналы.
На сайте Ethnologue удмуртскому языку присвоен статус 6b («под угрозой», англ. Threatened).

### Диалекты и наречия
Удмуртский язык исследователями делится либо на три наречия, либо на пять диалектов:

#### Классификация при выделении в удмуртском языке трёх основных наречий
- северное наречие (говоры бассейна реки Чепца, притока Вятки);
- южное наречие;
- бесермянское наречие;

#### Классификация при выделении в удмуртском языке пяти основных диалектов
1. северный диалект (на севере Удмуртии, а также в Кировской области, диалектным центром является город Глазов);
2. бесермянский диалект;
3. центральный диалект (включая Ижевск);
4. южный диалект;
5. восемь субдиалектов, расположенных в Башкортостане и Татарстане, образуют периферийный диалект.

Все диалекты отличаются друг от друга незначительно — в основном, в области фонетики; они взаимопонимаемы.

### Использование языка в СМИ
- ГТРК «Удмуртия», телерадиокомпания «Моя Удмуртия»;
- «Ошмес», «Светлый путь», «Удмурт дунне», районные газеты.

### В кино
- «Узы-Боры (фильм)», «Пузкар» (фильм), «Тень Алангасара», «Соперницы» и «Кыз» (короткометражный)

## Письменность
С XVIII века исследователями для записей слов удмуртского языка использовались буквы кириллического и латинского алфавитов, однако собственно удмуртская письменность всегда основывалась только на кириллице. Первые удмуртские книги увидели свет в 1847 году. С девяностых годов XIX века удмуртское письмо приобретает близкий к современному вид. В тридцатые годы XX века окончательно сформировался современный удмуртский алфавит, состоящий из 38 букв — 33 буквы русского алфавита, плюс ещё пять дополнительных букв с диакритическим знаком «умлаут» (две точки над буквой): ӝ /d͡ʒ/, ӟ /d͡ʑ/, ӥ /i/, ӧ /ɘ/, ӵ /t͡ʃ/.
| А а | Б б | В в | Г г | Д д | Е е | Ё ё |
| Ж ж | Ӝ ӝ | З з | Ӟ ӟ | И и | Ӥ ӥ | Й й |
| К к | Л л | М м | Н н | О о | Ӧ ӧ | П п |
| Р р | С с | Т т | У у | Ф ф | Х х | Ц ц |
| Ч ч | Ӵ ӵ | Ш ш | Щ щ | Ъ ъ | Ы ы | Ь ь |
| Э э | Ю ю | Я я |     |     |     |     |

## Типологическая характеристика
В настоящей статье используются пять основных типологических параметров.

### Степень свободы выражения грамматических значений
Удмуртскому языку свойственно преобладание синтетических форм выражения грамматических значений. Удмуртский — язык с богатой именной морфологией.
Впрочем, существуют и аналитические формы — так, отрицание в первом прошедшем времени строится с помощью отрицательного глагола:
```
e-j mən-ə, e-d mən-ə, e-z mən-ə
```

```
NEG.PST-1SG идти-SG, NEG.PST-2SG идти-SG, NEG.PST-3SG идти-SG
```

```
«я не пошёл, ты не пошёл, он не пошёл»
```

Примечательно, что отрицание во втором прошедшем времени (эвиденциальном) может образовываться как аналитически (данные бесермянского диалекта):
```
evəl vera-lʼlʼa-m-z-ə
```

```
NEG.EXIST говорить-3PL-PST2-3-PL
```

```
«оказывается, они не говорили»
```

Так и синтетически:
```
vera-lʼlʼa-m-te-z-ə
```

```
говорить-3PL-PST2-NEG-3-PL
```

Аналогичные примеры приводятся и для литературного удмуртского языка:
```
со ӧвол учкем
(
ез
) или 
со учкымтэ
(
ез
) «он не смотрел, оказывается»
```

### Характер границы между морфемами
Для удмуртского языка характерен агглютинативный строй:
```
Егитъ-ёс-ыз-лэн видимо
, 
кышкан-зы туж бадӟым вал
```

```
молодой-PL-P.3SG-GEN видимо, страх-P.3SG очень большой быть.PST
```

```
«Молодые, видимо, очень боялись»
```

В глагольной морфологии:
```
Ужъёс 5-ти южтолэзёзь кутиськ-о-зы
```

```
работа-PL пять-ORD март начаться-FUT-3SG
```

```
«Работы начнутся пятого марта»
```

### Локус маркирования

###### В именной группе
В посессивной именной группе двойное маркирование:
```
Мон школалэн директорез
, 
сельсовет исполкомлэн тӧроез вал
```

```
я  школа-GEN директор-P.3SG сельсовет исполком-GEN староста-P.3SG быть.PST
```

```
«Я — директор школы, был старостой исполкома сельсовета»
```

###### В предикации
В предикации наблюдается зависимостное маркирование:
```
Больница-ын егит сестра Сергей-ез врачъ-ёс-лэн комната-я-зы ӧт-и-з
[
16
]
```

```
больница-LOC молодой сестра Сергей-ACC врач-PL-GEN комната-ILL-P.3PL пригласить-PST-3
```

```
В больнице молодая сестра пригласила Сергея в комнату врачей.
```

### Тип ролевой кодировки
В удмуртском номинативно-аккузативная кодировка:
Переходный предикат:
```
Мон ымме ӧй усьты
```

```
я рот-ACC.P1.SG NEG открыть
```

```
«Я не открыла рта»
```

Одноместный агентивный:
```
Отын со пыласьк-и-з
```

```
там  он купаться-PST-3
```

```
«Там он искупался»
```

Одноместный пациентивный:
```
Иосиф Зотович кул-ӥ-з
```

```
Иосиф Зотович умереть-PST-3
```

```
«Иосиф Зотович умер»
```

Однако в удмуртском языке присутствует DOM, что делает наличие показателя аккузатива необязательным, а непосессивный номинатив выражается нулевым показателем:
```
Lešʼt-o təl, təl dor-ən so-os šun-ǯʼik-o. Dʼišʼ kwašʼt-o.
```

```
делать-PRS.3PL огонь рядом-INSTR он-PL греть-DETR-PRS.3PL одежда сушить-PRS.3PL
```

```
«Разводят огонь, рядом с огнём они греются. Сушат одежду»
```

## Лингвистические черты

### Фонетика и фонология
В удмуртском языке нет ни различения гласных по долготе, ни сингармонизма.
|               |               | Губные | Альвеолярные | Альвеолярные | Пост- альвеолярные | Альвео- палатальные | Палатальные | Палатальные | Велярные |
|               | боковые       | Губные |              | боковые      | Пост- альвеолярные | Альвео- палатальные |             |             | Велярные |
| ------------- | ------------- | ------ | ------------ | ------------ | ------------------ | ------------------- | ----------- | ----------- | -------- |
| Взрывные      | глухие        | p      | t            |              |                    |                     | c           |             | k        |
| Взрывные      | звонкие       | b      | d            |              |                    |                     | ɟ           |             | ɡ        |
| Аффрикаты     | глухие        |        | (t͡s)         |              | t͡ʃ                 | t͡ɕ                  |             |             |          |
| Аффрикаты     | звонкие       |        | (d͡z)         |              | d͡ʒ                 | d͡ʑ                  |             |             |          |
| Фрикативные   | глухие        | (f)    | s            |              | ʃ                  | ɕ                   |             |             | (x)      |
| Фрикативные   | звонкие       | v      | z            |              | ʒ                  | ʑ                   |             |             |          |
| Носовые       | Носовые       | m      | n            |              |                    |                     | ɲ           |             |          |
| Аппроксиманты | Аппроксиманты |        |              | l            |                    |                     | j           | ʎ           |          |
| Дрожащие      | Дрожащие      |        | r            |              |                    |                     |             |             |          |

Согласные /f/ и /t͡s/ встречаются лишь в заимствованиях и традиционно заменяются /p/ и /t͡ɕ/, соответственно.
|              |              | Передние   | Средние | Задние |
| Неогублённые | Неогублённые | Огублённые |         |        |
| ------------ | ------------ | ---------- | ------- | ------ |
| Верхние      | Верхние      | i          | ɨ       | u      |
| Средние      | Средние      | e          | ɘ       | o      |
| Нижние       | Нижние       | a          | a       |        |

### Падеж
Удмуртский допускает наличие нескольких падежных показателей на одной словоформе, так называемое «скопление падежей»:
```
Шур ул-ын Гарась Петька-лэнъ-ёс-ыз-лэнъ-ёс-ыз куаш кар-о
```

```
река(NOM) низ-INESS Герасим Петька-GEN-PL-3-GEN-PL-3 шум делать-PRS.3PL
```

```
«У речки (внизу) внуки Фёдора Герасимовича; (то есть дети детей, букв. Гераси-ма-Федьк-и-ихн-их-ихн-ие) шумят»
```

ср. перевод этого же места в [Алатырев, 10]:
```
«У речки шумят те, которые являются детьми сыновей (дочерей) Фёдора Герасимовича»
```

Буквальный перевод приведён в [Алатырев, 10]
```
«Под речкой шум делают те (из них), принадлежащие тем (из них) являющимся Фёдора Герасимовича»
```

Если подробнее:
```
Гарась Петька «Фёдор Герасимович»
```

```
Петька-ленъ-ёс-ыз «Федькины [дети]»
```

### Ассоциативная множественность
В удмуртском языке присутствует ассоциативная множественность:
```
Зоопарк-мы-лы вожъяськ-о-з-ы москва-ос но!
```

```
зоопарк-P.1PL-DAT завидовать-FUT-3-PL москва-PL и
```

```
«Нашему зоопарку позавидуют даже москвичи!»
```

### Синтаксис
В финитной клаузе немаркированным базовым порядком слов является SOV:
```
Соку гинэ шофёр баллон-эз пытса-ны быгат-ӥ-з
```

```
тогда только шофёр баллон-ACC закрыть-INF мочь-PST-3
```

```
«Только тогда шофёр смог закрыть баллон»
```

## Список сокращений
В соответствии с Лейпцигскими правилами глоссирования, в статье используются следующие сокращения:
NOM — номинатив, ACC — аккузатив, GEN — генитив, INESS — инессив, LOC — локатив, ILL — иллатив, SG — единственное число, PL — множественное число, PRS — настоящее время, PST — прошедшее время, PST2 — второе прошедшее время, FUT — будущее время, INF — инфинитив, CVB — конверб, DETR — детранзитив, P — посессив, 1, 2, 3 — первое, второе и третье лицо, NEG — отрицание.